# جامع السماوة الكبير
جامع السماوة الكبير، هو من مساجد العراق التاريخية الأثرية ويقع في محافظة المثنى في مركز مدينة السماوة على الجانب الشرقي من نهر الفرات، وبني في عهد الدولة العثمانية في عام 1314هـ/1896م، وهدم وأعيد بناؤه وترميمه في عام 1405هـ/ 1985م، من قبل وزارة الأوقاف والشؤون الدينية، وتبلغ مساحته حوالي 1000م2، ويحتوي الجامع على مصلى حرم واسع يتسع لأكثر من ألف مصل، وفي الحرم منبر مصنوع من الخشب الصاج، وتقام في الجامع حالياً صلاة الجمعة وصلاة العيدين والصلوات الخمس المكتوبة.